# آبناز (غرمسار كرمان)
آبناز (بالفارسية: آبناز) هي قرية تقع في إيران في Garmsar Rural District.